# Felix Téver

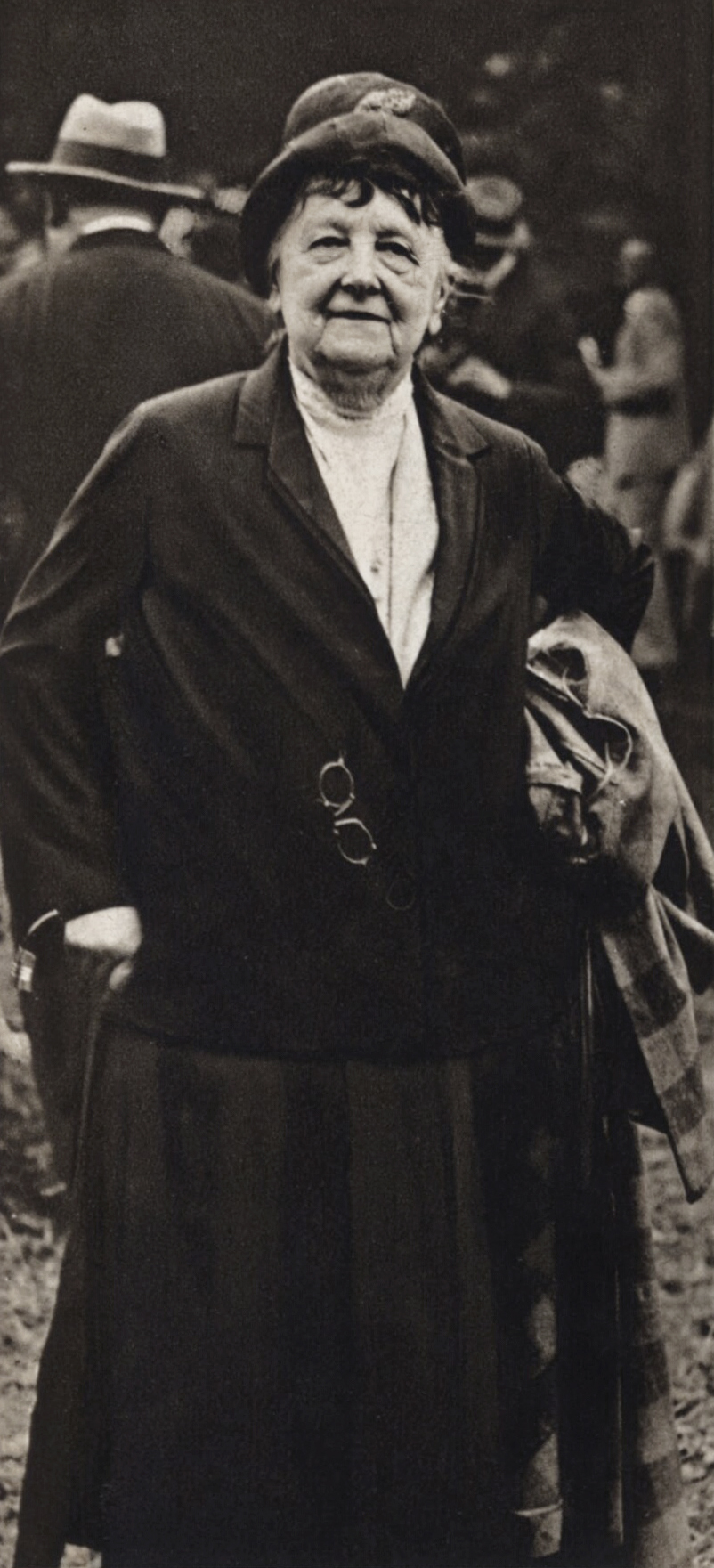
Anna Lauermannová-Mikšová v pozdějším věku (30. léta 20. století)

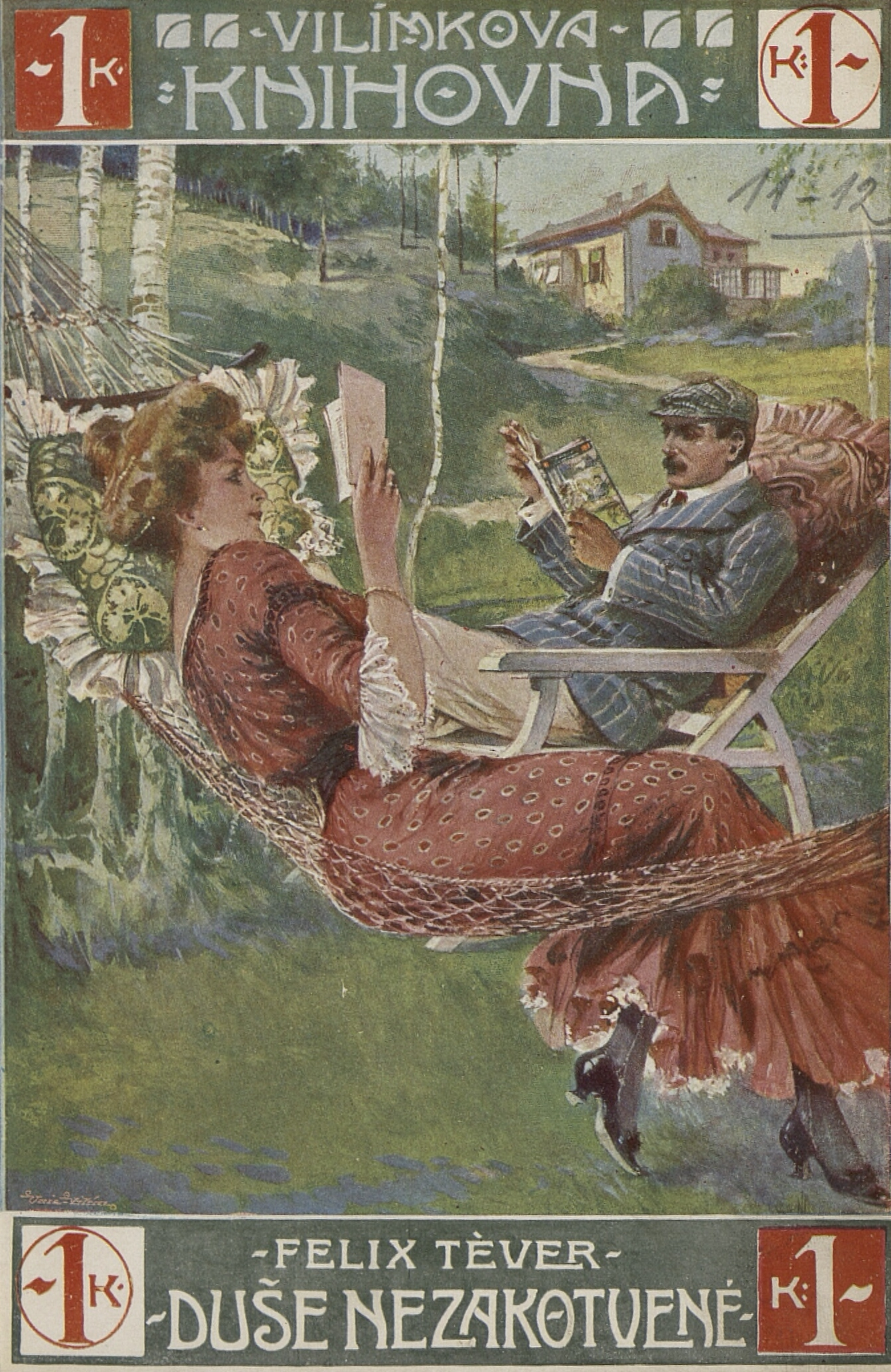
Duše nezakotvené (1908)

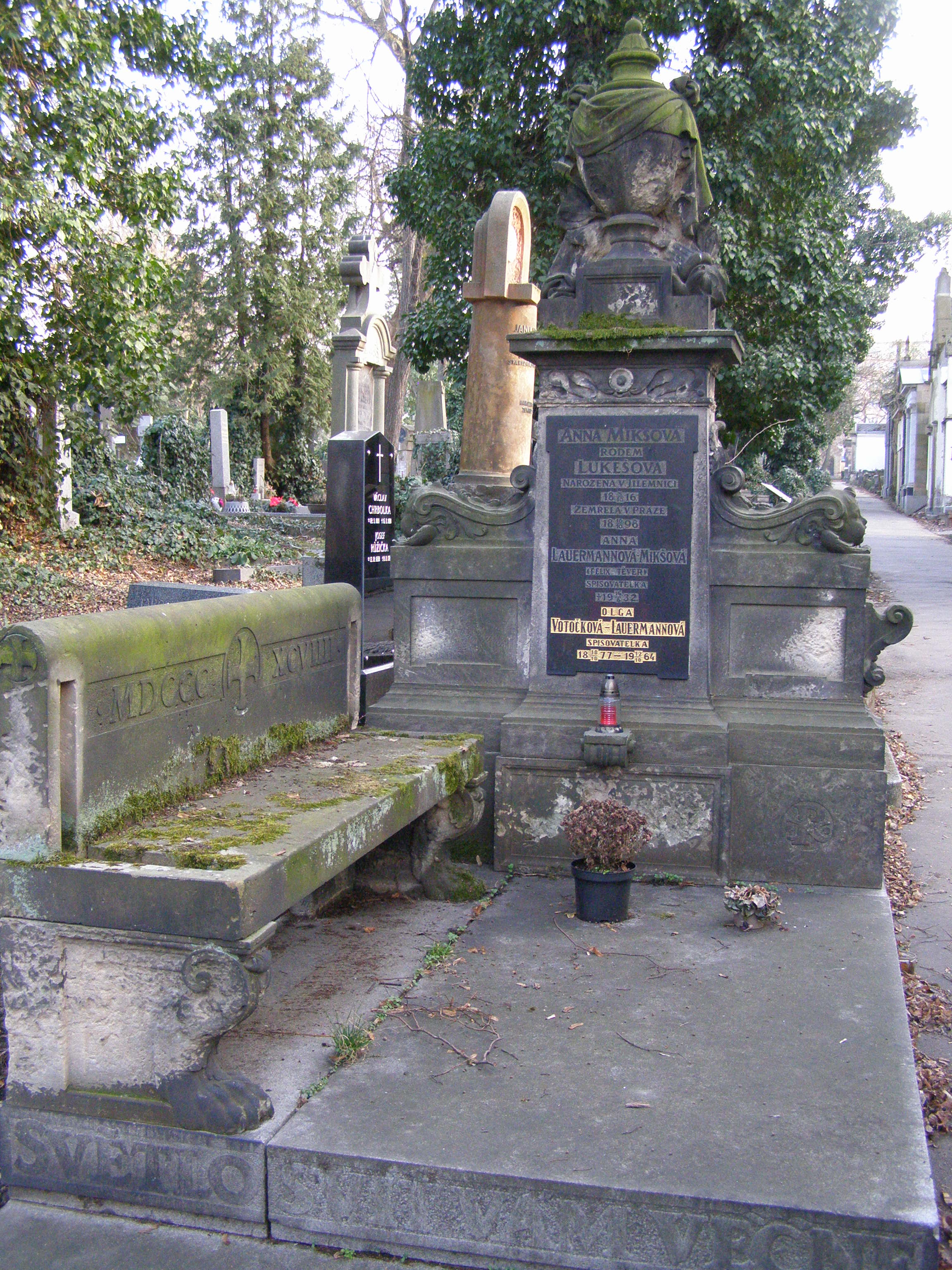
Hrobka Anny Lauermannové-Mikšové s lavičkou na Olšanských hřbitovech

Felix Téver, vlastním jménem Anna Lauermannová, rozená Anna Anselma Mikschová, později psaná  Anna Mikšová (15. prosince 1852 Praha-Staré Město – 16. června 1932 Praha-Liboc), byla česká spisovatelka a dramatička.

## Život
Narodila se jako mladší dcera proslulého pražského lékaře a porodníka Mikuláše Miksche (1799–1874), který měl plno přátel v kruzích měšťanských politiků, a jeho manželky Anny, rozené Lukeschové (1815–1898). Měla sestru Albinu, provdanou Dlabačovou (1842–1899).
Vzdělání nabyla v Praze na německé, pak na české Vyšší dívčí škole. Dále se učila zpěvu a hře na klavír ve škole Františka Pivody. Spřátelila se s Marií Červinkovou, dcerou F. L. Riegera a obě vstoupily do Amerického klubu dam. 23. srpna roku 1875 se provdala za múzicky nadaného a bohatého měšťana Josefa Lauermanna (1844, vnuk Jungmannův), který se po sňatku začal projevovat jako agresivní psychopat. Své otřesné zážitky z manželství vylíčila autobiograficky laděném románu Podivná historie: “Carlo (postava inspirovaná jejím mužem) láteřil celou noc, nedal mi spáti..., mučil mne otázkami. Byla jsem už tak unavena od předchozích nevyspalých nocí, že jsem usnula i při jeho láteření - polil mne, aby mne probudil… Někdy si vášnivější je přeji, abys měla ohraný, abych měla smrtící zrak, otravující pohledem. Nenávist a pohrdání kolují mi v žilách místo krve.” Po osmi letech od něj i s dcerou Olgou (1878) utekla, roku 1888 se rozvedli a exmanžel byl umístěn v psychiatrické léčebně.
S ideou literárního salonu přišel František Ladislav Rieger. Podle vzpomínek Lauermannové řekl: ”Máte sice zlou hubu, ale máte něco, čemu se říká Francouz politesse du bon coeur, A máte také dosti prostranný byt, tak to snad půjde.” Ženy Riegerovy rodiny (manželka i dcery) byly spíše introvertní a společnost nevyhledávaly. Rieger spatřoval v literárním salonu důležitý nástroj pro rozvoj české kulturní obce, zároveň často svěřoval významné posty lidem ze svého okolí v naději, že si uchová vliv na chod daného podniku. Lauermannová, která byla hovorná a družná, měla ráda lidi, ale také společenské klepy, otevřela svůj dům českých literátům a intelektuálům. Ráda se obklopovala literáty a vážila z lidí umělecky činných.
Salon otevřela roku 1880 ve svém domě na Jungmannově náměstí. Jeho činnost přerušila plicní chobora.
V roce 1885 onemocněla plicní chorobou. Byla nucena činnost salonu přerušit a odjela s matkou, dcerou Olgou a chůvou na několik let do ciziny.
Nejprve pobývala ve švýcarskem Montreux, ale po špatné zkušenosti se švýcarskou lékařkou, která jí předpověděla, že zemře, odcestovala do francouzského Nice a později do Říma. 
V Římě se sblížila s architektem Františkem Pokorným, který tam po několik let vedl restaurátorské práce na budově Rakousko-uherského velvyslanectví v Palazzo di Venezia. Pokorný byl po mnoho let jejím ctitelem. V Římě se také opětovně setkala s ředitelem Národního divadla Františkem Adolfem Šubertem (Šubert poprvé navštívil salon Lauermannové v roce 1884). Šubert jí v Itálii a poté opětovně v Praze vyznával lásku. Lauermannová jeho nabídky k sňatku opakovaně odmítala. Domnívala se, že Šubert je “poněkud tělesným požitkům oddaný člověk a ona ve své přísné etice byla by mu snad nepohodlnou” Do svého deníku si zapsala: “Možná - možná - možná má Gabriela Preissová pravdu se svým poněkud hrubým výkladem: „Všechny dostal, ale protože nedostal ji, miluje mě.“ Je obtížné určit, zda Šubertův zájem o Lauermannovou byl pouze erotický, či hlubší. Lauermannová nemohla uzavřít nový sňatek, protože podle občanského zákoníku byla stále vdaná. Vyslovením rozvodu trvalo manželství nadále, manželé už nemuseli společně žít (manžel měl vůči manželce vyživovací povinnost). Manželství právně zaniklo až Lauermannovou smrtí v roce 1905.
Když se vrátila z tříletého pobytu v Itálii, Francii a Švýcarsku, kde se zotavovala z plicní choroby a duševních útrap, salon znovu otevřela. Hostila tam postupně tři generace osobností, mezi prvými historika Antona Gindelyho, který ji přesvědčil, aby psala prózu. Rádci a přáteli jí byli např. Eliška Krásnohorská, Julius Zeyer nebo Otakar Theer. Začala překládat stati z němčiny a francouzštiny a psát vlastní básně, povídky, pak i romány. Padesát let pořádala pro své přátele z okruhu spisovatelů, hudebníků i vědců společnost, nejčastěji čajové literární besedy, kde se probíraly všechny novinky té doby. Určitý čas v jejím domě bydlela také Eliška Krásnohorská. V létě se společnost scházela v Horní Liboci ve vile Julia Zeyera, od něhož dům v jeho hmotné nouzi odkoupila, nechala ho tam bydlet a přátelila se s ním až do jeho smrti. Na svou dobu byla velmi emancipovaná žena.
Mezi časté návštěvníky jejího salónu patřil překladatel a publicista Hanuš Jelínek, který o ní a jejích hostech obšírně referoval ve svých vzpomínkách, vydaných až po jeho smrti.
Mezi její blízké přátele patřil první ředitel Národního divadla František Adolf Šubert, který se jí  dvořil a žádal ji o ruku. Ona jej odmítala neboť, že se jí příčily Šubertovy četné milostné aféry s herečkami a tanečnicemi Národního divadla, se kterými se jí její ctitel svěřoval. Soudila, že Šubert je “poněkud tělesným požitkům oddaný člověk a ona ve své přísné etice byla by mu snad nepohodlnou” Šuberta však veřejně obhajovala a odsuzovala herečku Marii Pospíšilovou, která v Národních listech Šubertovy sexuální vztahy s herečkami odhalila. Lauermannová přitom byla sama obětí násilí ze strany svého muže, ale např. i ze strany otce své přítelkyně (deníkový zápis z 1. června 1891: “Pak vzal mne za ruku, vtáhl mne hlouběji do pokoje a povídal lichotivým hlasem - No dítě, ujměte se mně trošku - jsem nyní tak opuštěn (po smrti Riegerovy ženy) - a co by vám to učinilo, kdybyste se mne trochu ujala, se trochu o mne starala, co? A znovu chtěl mě tisknout na sebe - ve mně ozval se ohromný odpor proti tomu starci. Co jsou muži, co je ta jejich láska k nám, když tento 73-letý stařec, kterému žena s níž žil to 40 let, sotva hnít počíná, touží už zase po - po čem vlastně?”)
Lauermannová udržovala řadu platonických vztahů, často současně a s různou intenzitou vzájemného sblížení. Ve svých denících (velká část jich nebyla publikována) si vedla podrobné zápisy o svých pocitech a dodnes se staly zdrojem studia soukromého života české společnosti 19. století. 
Velmi silný vztah cítila i k básníku Juliu Zeyerovi a historiku Jaroslavu Gollovi, do něhož byla mezi lety 1897 až 1913 platonicky zamilovaná. Jejich citové zaujetí bylo oboustranné, byť se romance odehrávala pouze při společenských setkáních a v korespondenci, ale trvala s dlouhými přestávkami přes patnáct let. 
V Liboci v téměř 80 letech zemřela. Její rohová hrobka s kamennou lavičkou na Olšanských hřbitovech byla zhotovena dle návrhu architekta Josefa Fanty.

## Literární tvorba
Literární tvorbu začala pod pseudonymem Felix Téver (vzpomínka na Itálii – šťastná Tibera) sérií povídek, z nichž první publikovala po doporučení Svatopluka Čecha v Květech. Pak následovaly romány, vyzkoušela si i psaní několika dramatických prací. Publikovala také v literárních časopisech. V počátcích psala z vlastní zkušenosti o rozvrácených manželstvích, nešťastných a opuštěných ženách (Šeď v šedi, A div se nestal, U Božího oka, aj.), později se dostala k tématům života společnosti ve staré Praze druhé poloviny 19. století.
Vzpomínky na její literární salón zpracovali její přátelé ve sborníku O bábušce, vydaném tři roky po její smrti.
Její nejdůležitější literární odkaz jsou její soukromé deníky, které si Lauermannová vedla po třicet let. Zaznamenávala do nich své pocity, drafty svých literárních prací, společenské klepy i události z jejího okolí. Deníky byly částečně publikované, některé důležité pasáže jsou  pouze v rukopise. 

### Dílo

#### Próza
- Povídky – Praha: J. Otto, 1894
- Její mladší bratr – Praha: F. Šimáček, 1900
- Bílá a rudá a jiná prosa – Praha: Jos. R. Vilímek, 1900
- V soumraku – Praha. J. Otto, 1902
- Duše nezakotvené – Praha: Jos. R. Vilímek, 1908
- Pan básník – Praha: Jos. R. Vilímek, 1910
- Na dvojí struně – Praha Jos. R. Vilímek, 1912
- Silná jako smrt
- Bílá a rudá a jiná prósa – Praha: Jos. R. Vilímek, 1918
- U božího oka: povídka z let čtyřicátých minulého století a jiné povídky – Praha: Unie, 1919
- Děti – Plzeň: Karel Beníško, 1921
- V hradbách – Praha: Družstevní práce, 1924
- Černý Lohengrin: [román inspirovaný Puškinovým Oněginem] – Praha: Družstevní práce, 1927
- Prapodivná historie: romanticko-fantaskní román o lékaři, vydán posmrtně – Praha: Sfinx, B. Janda, 1932
- Lidé minulých dob: vzpomínky na literární přátele a obyvatele staré Prahy, vydáno posmrtně – Praha: Sfinx, B. Janda, 1940

#### Drama
- Pohostinsku [Mikuláš Ryvín] – 1898
- Pět aktovek – pět jednoaktovek [U nás v Nerušíně – Odvážný – Rudé karafiáty – Duha – V podruží síly], vydáno souborem v jednom svazku. Praha: František Švejda, 1920 — Plzeň: Karel Beníško, 1920
- Za zlatem: [netištěná historická hra, hrála se v pražské Uranii] – 1923
- Ozdravovna "Na smíchu": humoristická hra o čtyřech dějstvích – Praha: Evžen J. Rosendorf, 1931[11]